# Gypsum (Colorado)
Gypsum is een plaats (town) in de Amerikaanse staat Colorado, en valt bestuurlijk gezien onder Eagle County.

## Demografie
Bij de volkstelling in 2000 werd het aantal inwoners vastgesteld op 3654.
In 2006 is het aantal inwoners door het United States Census Bureau geschat op 5307, een stijging van 1653 (45,2%).

## Geografie
Volgens het United States Census Bureau beslaat de plaats een oppervlakte van
9,5 km², geheel bestaande uit land. Gypsum ligt op ongeveer 1924 m boven zeeniveau.

## Plaatsen in de nabije omgeving
De onderstaande figuur toont nabijgelegen plaatsen in een straal van 40 km rond Gypsum.